# Überall ist es schön
Überall ist es schön ist das 30. Studioalbum des österreichischen Schlagersängers Freddy Quinn, das 1973 im Musiklabel Polydor (Nummer 2371 423) erschien. Es konnte sich nicht in den deutschen Albumcharts platzieren. Als Single wurde Erinnerungen an Athen mit Überall ist es schön als B-Seite veröffentlicht, sie konnte sich jedoch nicht in den Charts platzieren.

## Titelliste
Das Album beinhaltet folgende zwölf Titel:
- Seite 1

1. Überall ist es schön
2. Jonny hat Sehnsucht nach Hawaii
3. Eine Nacht in Moskau (im Original als Podmoskovnye vechera von Wladimir Konstantinowitsch Troschin, 1956[3])
4. Wonderful Copenhagen (im Original von Danny Kaye und Joseph Walsh & Ensemble, 1952[4])
5. Arrivederci Roma (im Original von Renato Rascel, 1954[5])
6. Granada (im Original von Pedro Vargas con Orquesta, 1932[6])

- Seite 2

1. Erinnerungen an Athen
2. Moulin Rouge (im Original als Where Is Your Heart von Zsa Zsa Gabor, 1952[7])
3. Cuando salí de Cuba (im Original als Cuando sali de Cuba von Luis Aguilé, 1967[8])
4. I Left My Heart In San Francisco (im Original von Claramae Turner, 1954[9])
5. Zeit kennt keine Wiederkehr (im Original als Greensleeves ein Volkslied[10])
6. In Hamburg sind die Nächte lang (im Original von Fred Bertelmann und Hansen-Quartett, 1955[11])